# پل پلیشکا
پل پلیشکا (انگلیسی: Paul Plishka; ۲۸ اوت ۱۹۴۱ – ۳ فوریهٔ ۲۰۲۵) خواننده اپرا اهل ایالات متحده آمریکا بود که در اپرای متروپولیتن نیویورک آواز می‌خواند.